# 増田泰久

## 略歴
パイオニア株式会社、P&Gジャパンを経て、2011年に日産自動車に入社。グローバルマーケットインテリジェンス部門のゼネラルマネージャーとして新興国市場開拓や高級車ブランド・インフィニティの戦略に携わった。
2019年より日本市場戦略の立案を担当し、2021年に日本マーケティング本部長に就任。2024年4月より日産フィリピン社長に着任。

## 主な取り組み

### Green Pass プロジェクト
電気自動車（EV）ユーザー向けの充電時間を有効活用するためのサービス「Green Pass」を企画。充電中に温泉や飲食サービスを提供するなど、体験型マーケティングを展開した。

### ブランド戦略の再定義
「マーケティングはビジネスの根幹である」との信念のもと、日産のコーポレートパーパスを中心としたブランド再構築を主導。

## 登壇・掲載
- Advertising Week Asia 2023 登壇[3]
- Markezine（2024年）インタビュー掲載[1]
- BusinessWorld Online インタビュー[4]
- Interbrand Japan ブランドインタビュー[5]